# Fenylsalicylat

Strukturformel för fenylsalicylat

Fenylsalicylat, salol eller Salicylas phenylicus (summaformel C13H10O3) är ett äldre läkemedel. Fenylsalicylat är ett kristallint pulver som är färglöst och nästan smaklöst, har svagt aromatisk lukt, löses lätt i alkohol och eter, men nästan inte alls i vatten och smälter vid 42°C. Fenylsacylat gavs som antiseptiskt medel för tarmen och urinvägarna, som medel mot reumatism m. m., i dosen 1-2 g.
Fenylsalicylat bildas om salicylsyra uppvärms med fenol och fosforoxiklorid. Salol sönderdelas av alkaliska lösningar i salicylsyra och fenol, en process, som äger rum i tarmens översta del, där alkalisk reaktion råder, men som regel inte i magsäcken. Salol passerar därför del av magen utan att verka; i tarmen frisätts salicylsyra och fenol. Det möjliggjorde att undgå den ofta mindre behagliga verkan på magen av salicylsyra och fenol, som däremot båda kunde verka i tarmen och, efter upptag därifrån, i kroppens övriga delar. Produkter av dessa ämnen i form av salicylursyra och fenoletersvavelsyra avgår därefter med urinen.
Fenylsalicylat introducerades 1886 av Marceli Nencki i Basel.